# ديانا روسو
ديانا روسو (بالإنجليزية: Deanna Russo)‏ هي منتجة أفلام وعارضة وكاتبة سيناريو وممثلة أمريكية، ولدت في 17 أكتوبر 1979 بنيوجيرسي في الولايات المتحدة.

## أعمال

### أفلام
- (2006) رست ستوب

### مسلسلات
- رجلان ونصف
- التحقيق في موقع الجريمة
- نيويورك
- كيف قابلت أمكما
- نايت رايدر

## وصلات خارجية
- ديانا روسو على موقع IMDb (الإنجليزية)
- ديانا روسو على موقع قاعدة بيانات الأفلام العربية
- ديانا روسو على موقع ألو سيني (الفرنسية)
- ديانا روسو على موقع أول موفي (الإنجليزية)
- ديانا روسو على موقع قاعدة بيانات الفيلم (الإنجليزية)
- ديانا روسو على موقع كينوبويسك (الروسية)